# Oncorhynchus nerka

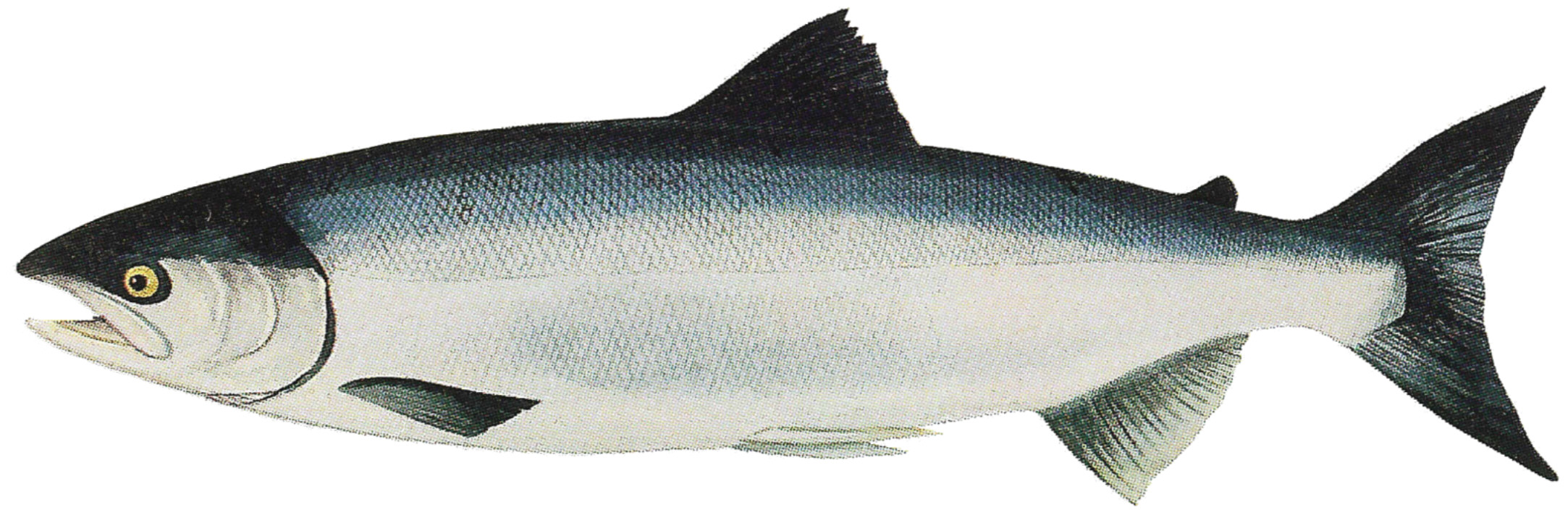
Macho en su fase marina, antes de llegar la edad reproductora.

El salmón rojo (Oncorhynchus nerka) es una especie de actinopterigio salmoniforme de la familia Salmonidae, es un pez eurihalino marino y de agua dulce, distribuido por la costa norte del océano Pacífico, desde Kamchatka y Japón hasta California, en Estados Unidos.

## Anatomía
La longitud máxima descrita fue de 84 cm, aunque la longitud máxima normal es de unos 45 cm. Se distinguen por el largo, fino y aserrado rastrillo en el primer arco de las branquias, así como por la pérdida definitiva de los lunares que adornan el lomo de las demás especies del género Oncorhynchus. Tienen el cuerpo fusiforme comprimido lateralmente, normalmente poco pero muy comprimido en machos reproductores; la cabeza tiene pequeños puntos y es de forma cónica. La línea lateral es recta.
Antes de la edad reproductora los peces tienen un color entre azul metalizado oscuro y azul verdoso en la cabeza y en el dorso, plateado en los laterales y blanco plateado en el vientre, aunque algunos individuos pueden presentar manchas oscuras; al llegar la edad reproductora, la cabeza de los machos se vuelve verde oliva brillante, color negro en el hocico y mandíbula, las aletas adiposa y anal se vuelven rojas, así como la totalidad del cuerpo; las hembras son parecidas pero de colores menos intensos.

## Hábitat y biología
Es un pez oceánico pelágico y anádromo, que remonta los ríos para desovar después de pasar toda la vida creciendo en el mar en el que vive en aguas templadas un rango de profundidad entre 0 y 250 metros.
Hay dos formas, hay poblaciones de esta especie que son anádromas y otras no. Dentro de las anádromas hay algunas que remontan el río en su primer año de vida, pasando después de uno a cuatro años creciendo en un lago antes de migrar río arriba para reproducirse. En otras poblaciones, permanece toda su vida en los lagos sin bajar nunca hasta el mar, engordando a base de alimentarse de la fauna del lago, para terminar también remontado el río a la hora de reproducirse; en ocasiones estas poblaciones de lago se ha comprobado que se vuelven anádromas ante ciertas condiciones ambientales y bajan hasta el mar.
Es parasitado por Henneguya zschokkei.

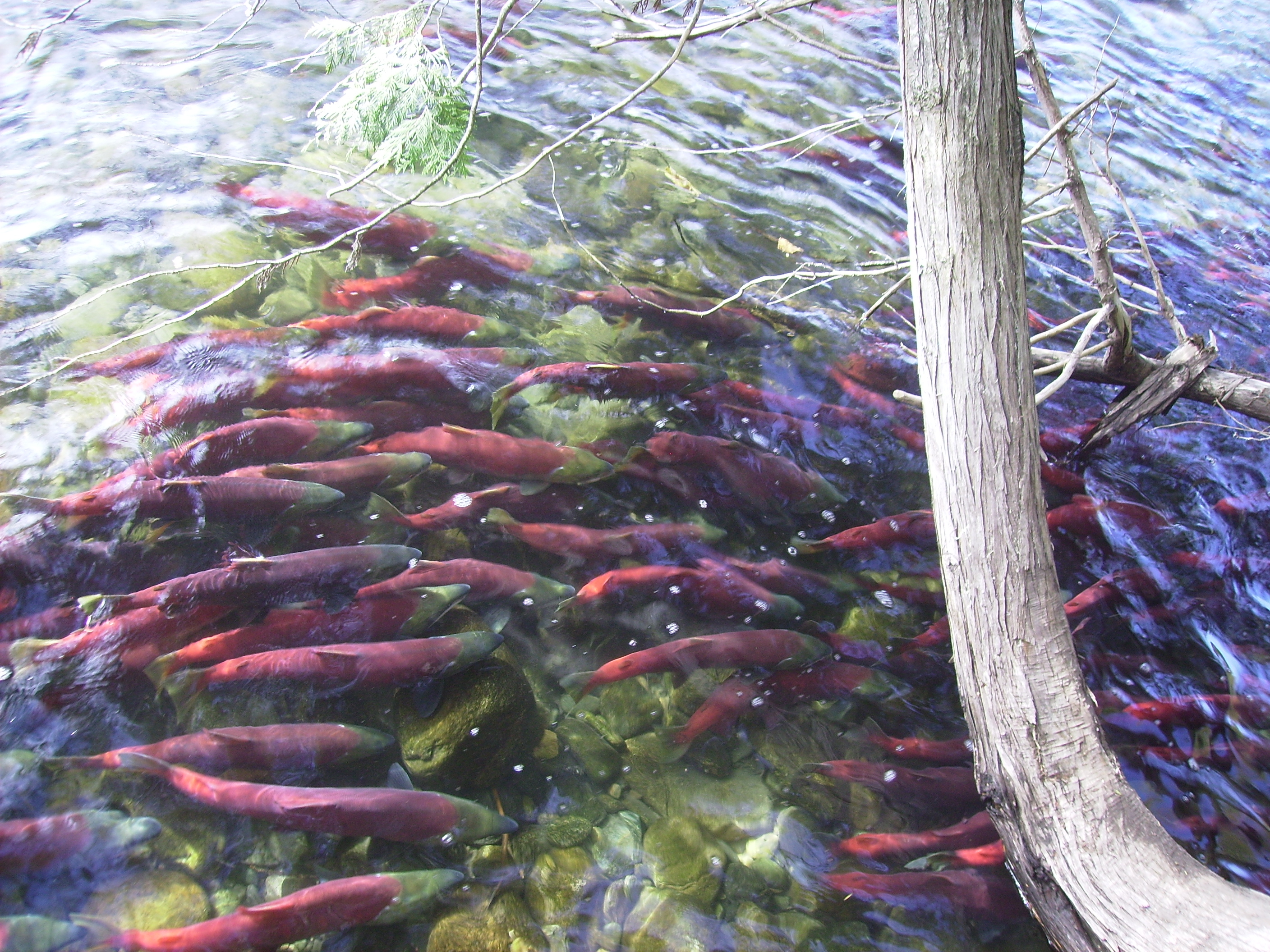
Desove del salmón rojo

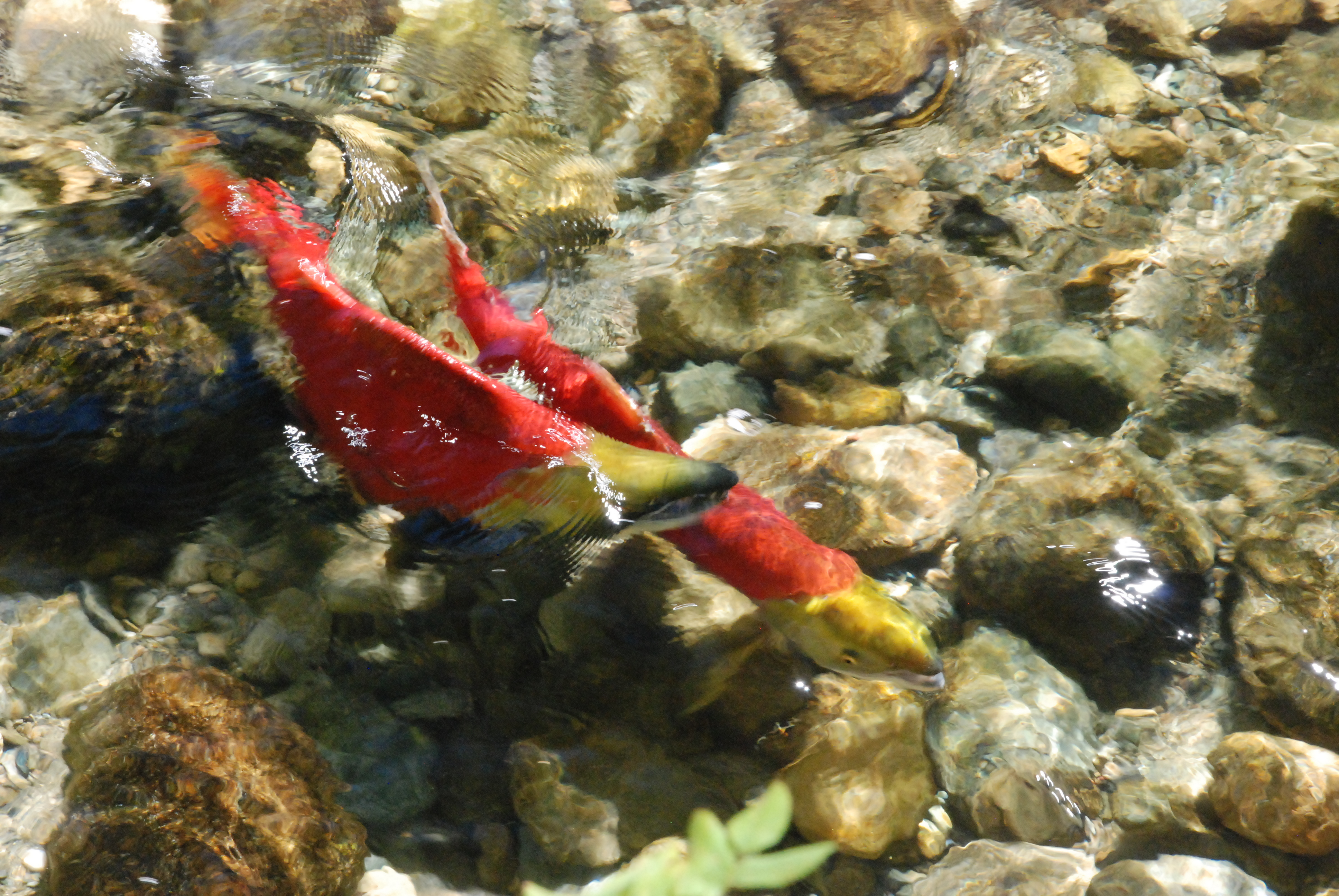
Un macho (cercano) y una hembra (lejano) de salmón rojo que se reproducen en el Río Adams, Columbia Británica, Canadá.

## Importancia para el ser humano
El salmón rojo es uno de los salmones del Pacífico con mayor importancia pesquera y comercial, tanto para alimentación humana como para la pesca deportiva en los lagos donde permanecen poblaciones de las que no bajan al mar. Se puede encontrar en el mercado fresco, en salazón, ahumado o en lata de conserva, y se cocina de multitud de maneras, siendo una carne sabrosa y apreciada.

## Etimología

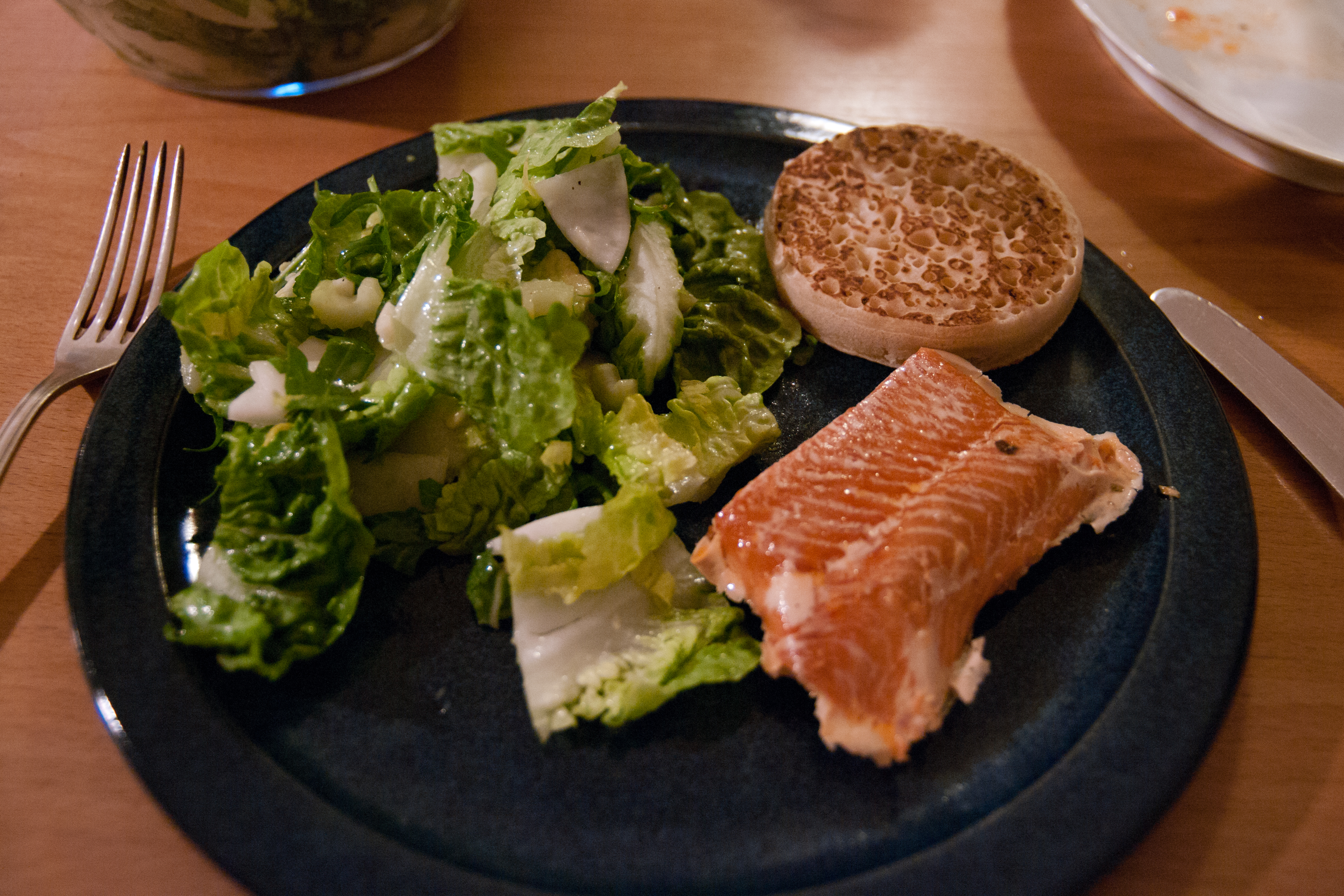
Salmón listo para el consumo

El nombre científico deriva del griego: onkos "gancho" + rynchos "nariz", por la forma que toma la boca de los machos en la época de apareamiento. 

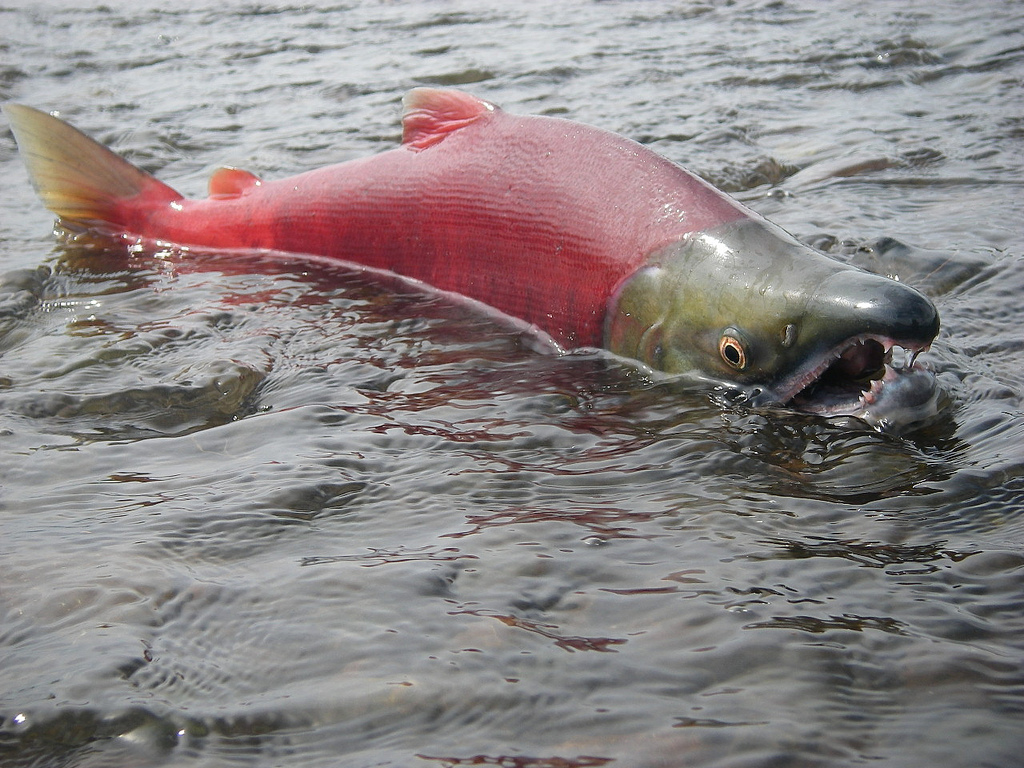
Salmón macho

## Depredadores aparte del ser humano
Los depredadores de estos peces suelen ser osos grizzlys, osos negros, glotones, lobos, coyotes, zorros, águilas calvas, cuervos, urracas y gaviotas. Y en ocasiones en los mares suelen depredar las  orcas, focas y  nutrias.